# Reinhard Burger

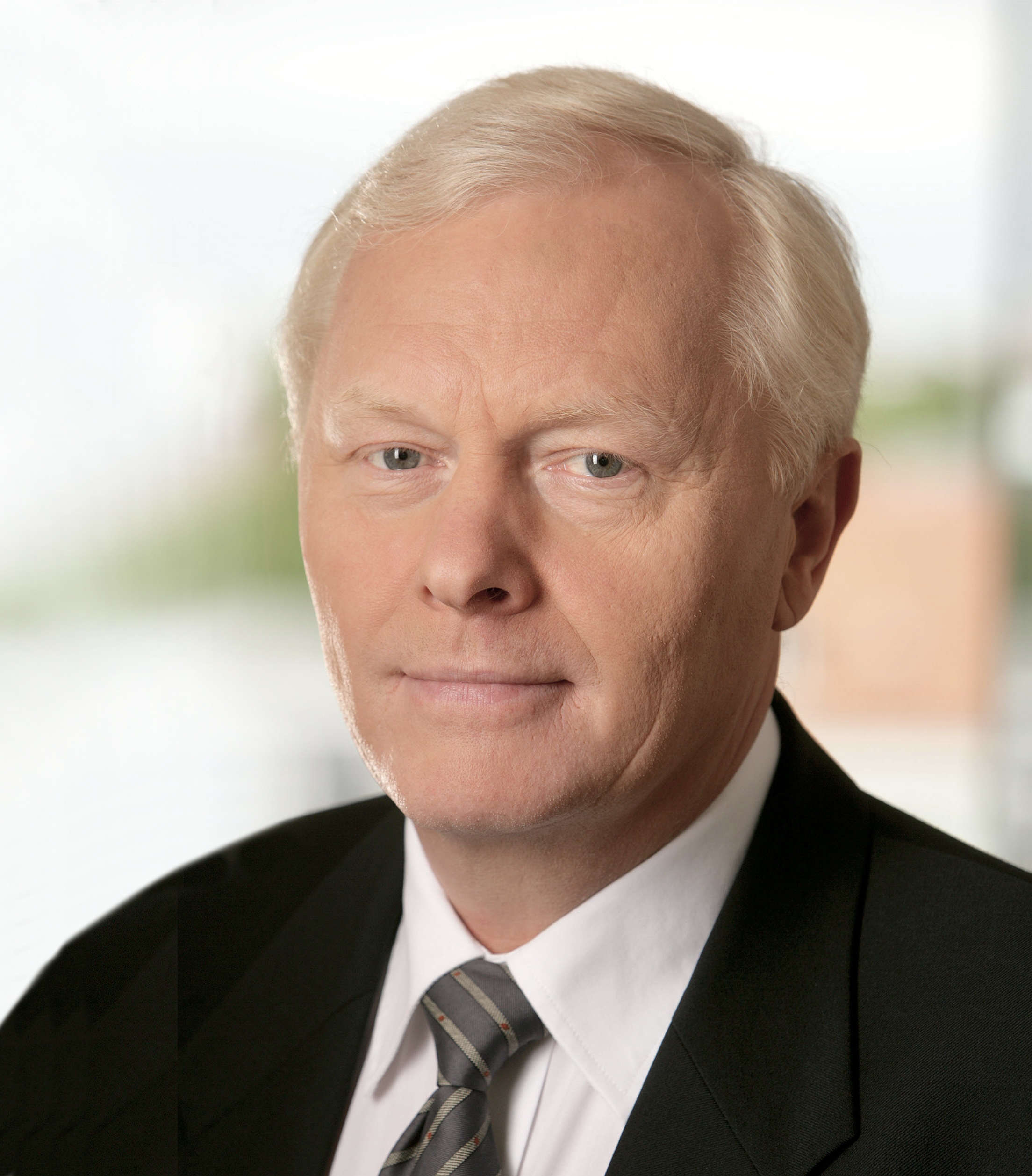
Reinhard Burger (2012)

Reinhard Friedrich Burger (* 27. Mai 1949 in Roßdorf (bei Darmstadt)) ist ein deutscher Mikrobiologe. Von 2010 bis Ende Februar 2015 war er Präsident des Robert Koch-Instituts (RKI).

## Leben
Nach einem Studium der Biologie, Mikrobiologie und Immunologie wurde Burger 1976 promoviert. 1982 habilitierte er sich. Von 1983 bis 1987 war er Professor für Immunologie an der Universität Heidelberg. Anschließend war er an den National Institutes of Health tätig. Seit 1989 ist Burger Professor für Immunologie an der Freien Universität Berlin (FU Berlin). Er wurde 1997 zum stellvertretenden Direktor des Robert Koch-Instituts (RKI) ernannt, nachdem er seit 1987 die Abteilung Immunologie geleitet hatte. Burger leitete ab 1998 die Abteilung Infektionskrankheiten und wurde 2001 stellvertretender Präsident der Behörde. Von August 2010 bis Februar 2015 war er Präsident des Robert Koch-Instituts als Nachfolger von Jörg Hacker. 2011 wurde er in den Vorstand der International Association of National Public Health Institutes gewählt. Mit der Gründung des Arbeitskreises Blut (RKI) im Jahre 1993 war er als erster Vorsitzender in diesem Expertengremium tätig. Dieses nationale Expertengremium berät die Bundesregierung zu Fragen der Sicherheit und effektiven Nutzung von Blutkomponenten und Plasmaderivaten.

### Ehrungen
Am 15. September 2015 wurde Burger anlässlich des Jahreskongresses der Deutschen Gesellschaft für Transfusionsmedizin und Immunhämatologie (DGTI) in Basel mit der Franz-Oehlecker Medaille ausgezeichnet. Diese Verleihung würdigte insbesondere seine Verdienste um die Infektionssicherheit von Blut und Blutprodukten sowie seine Leitung des Arbeitskreises Blut in der DGTI.

## Mitgliedschaften
- Deutsche Gesellschaft für Immunologie
- Deutsche Gesellschaft für Hygiene und Mikrobiologie
- American Association of Immunologists
- Deutsche Gesellschaft für Transfusionsmedizin und Immunhämatologie
- American Association of Blood Banks